# Ceanothus pinetorum
Ceanothus pinetorum är en brakvedsväxtart som beskrevs av Thomas Coulter. Ceanothus pinetorum ingår i släktet Ceanothus och familjen brakvedsväxter. Inga underarter finns listade i Catalogue of Life.